# 武豊線
武豊線（たけとよせん）は、愛知県大府市の大府駅から同県知多郡武豊町の武豊駅に至る、東海旅客鉄道（JR東海）の鉄道路線（地方交通線）である。

## 概要
知多半島のおよそ北半分の東側を通る。
名古屋への通勤・通学路線となっているが、元来は1886年（明治19年）3月1日に中山道鉄道（後に東海道経由に変更され東海道本線）の建設資材を武豊港（衣浦港）から陸揚げし運搬するために敷設された路線である。
JR東海の発足後はキハ75形といった新型車両の導入や運転本数の増加、2015年（平成27年）3月1日には全線が電化される（後述の「電化」の節を参照）などの輸送改善が図られた。
2008年（平成20年）度の輸送密度は約9,156人。これは地方交通線では可部線（JR西日本、約18,635人）に次いで2番目に高い数値である。
大府駅の東海道本線からの分岐部は立体交差になっており、大府 - 尾張森岡間は旅客列車と貨物列車がそれぞれ別の線路を通る。前者の線路は南方貨物線計画により貨客分離を目的として建設された高架線、後者の線路は明治時代から存在する地上線 で、途中に1か所、愛知県道50号名古屋碧南線との踏切がある。旅客線が電化された後も貨物線は非電化のままである。
全線がIC乗車カード「TOICA」および「manaca」などのTOICAと相互利用可能なカードの利用エリアに含まれている。ただし、通常の自動改札機が設置されているのは大府駅・半田駅のみで、他の駅は簡易改札機による対応であるが、後述のように2013年（平成25年）より自動改札機を設置している駅が拡大している。
半田駅以南では西方約0.5 kmのところを名鉄河和線が並行しているが、乗換駅は存在しない。ただし、名鉄線で運転見合わせが生じた際に武豊線及び東海道線名古屋 - 大府間での振替輸送を、武豊線または東海道線名古屋 - 大府間で運転見合わせが生じた際に名鉄線での振替輸送を行う場合がある。
ホーム有効長はそれほど長くないが、貨物列車が経由するため交換駅の有効長は長くとられている。
名古屋駅・金山駅 - 半田駅・武豊駅間の運賃は名鉄よりJRのほうが安い（特定運賃はなし）。列車本数は名鉄の方が多い。

### 路線データ
- 管轄・路線距離（営業キロ）：19.3 km
  - 東海旅客鉄道（第一種鉄道事業者）：
    - 大府駅 - 武豊駅間 19.3 km[1]

  - 日本貨物鉄道（第二種鉄道事業者）：
    - 大府駅 - 東成岩駅間 (16.3 km)[9]
- 軌間：1067mm[1][10]
- 駅数：10（起終点駅含む）
  - 武豊線所属駅に限定した場合、起点の大府駅（東海道本線所属[11]）が除外され、9駅となる。所属駅はすべて大府駅管理。
- 複線区間：なし（全線単線[5]。大府駅付近は旅客線と貨物線が別線）
- 電化区間：全線（直流1500V、ただし大府駅付近の貨物線は非電化）
- 閉塞方式：単線自動閉塞式
- 保安装置：ATS-PT
- 最高速度：85 km/h
- 運転指令所：東海総合指令所

全線がJR東海 東海鉄道事業本部の直轄である。

## 歴史
東京 - 神戸間に建設される鉄道が国防上の理由から中山道経由と決定（中山道幹線）し、レールや鉄骨などの建設資材は国外から輸入する計画であったため、武豊港に陸揚げした資材の運搬線として武豊駅 - 熱田駅間が1886年3月1日に開業した。なお、武豊線は愛知県で初めて建設された鉄道路線である。
しかし、中山道経由では難工事が予想されることから同年7月19日に東京 - 神戸間の幹線鉄道を東海道経由に変更。大府駅以北が東海道線に組み込まれることになり、浜松駅 - 大府駅間が1888年に開業すると大府駅 - 武豊駅間は支線となった。1909年の線路名称制定で正式に武豊線と命名された。

### 武豊線の近代化
武豊線は名古屋方面への通勤・通学に欠かせない路線とされ、利用者も多い上にJR路線網の中では最も中部国際空港（セントレア）に近接していることから、沿線住民や自治体から電化、複線化、中部国際空港への直接乗り入れ等近代化の要望 が根強く挙がっており、「武豊線近代化促進期成同盟」が半田市を中心に結成されている。

#### 電化
このうち、電化に関しては、2010年3月18日のJR東海定例社長会見において、武豊線全線の電化工事が発表された。2010年3月から工事が開始され、2015年3月1日に電化開業した。
東海道線などとの車両の共通化を行い、効率的な車両運用を行うことを目的として、電化開業と同時に313系電車が28両投入され、電化前に使用していたキハ25形とキハ75形は高山本線や太多線に転属した。
なお、これにより愛知県内すべてのJRの旅客線が電化されたことになり、県内の旅客鉄道線で電化されていないのは子会社のJR東海交通事業が運営している城北線のみとなった。

#### 集中旅客サービスシステムの導入
また、多くの駅が無人駅であるか、無人になる時間帯があるため、このことに対しても改善を求める声がある。そのような中でJR東海は2013年10月1日から緒川駅・東浦駅・亀崎駅・乙川駅・東成岩駅・武豊駅に自動改札機と自動券売機を整備し、同時に「集中旅客サービスシステム」を導入した。これらの駅については遠隔案内による一括管理を行い、併せて駅業務体制を見直すとしている。このシステム導入により、有人駅であった緒川駅・東浦駅・亀崎駅・武豊駅に関しては無人化された（乙川駅・東成岩駅は導入前よりすでに終日無人駅）。無人化されたことで、自動券売機にて近距離乗車券の購入やICカードのチャージは終日できるようになったものの、JR全線きっぷうりばが閉鎖されたため、定期券・長距離乗車券・特急券・企画乗車券等の購入は大府駅と半田駅を除いてできなくなった。
ワンマン列車では未導入の尾張森岡駅と石浜駅を除く無人駅でもホーム側の全てのドアが開く。

#### 中部国際空港アクセス計画
中部国際空港（セントレア）開港前は、武豊線は名鉄常滑線・西名古屋港線などとともに、セントレアに接続する連絡鉄道線の候補に挙がっていた。検討されていたルートはJR名古屋駅から東海道線・武豊線を経由し、乙川駅付近から分岐。同駅から西へ直進し、知多半島を横断して空港島に至るルートであった。このようなルートから「知多半島横断鉄道」とも呼称されていた。
名古屋駅 - 空港島間のルート延長距離は約43 km（海上部を除く、うち新線部分は約11 km）で、当時単線非電化の武豊線に複線化・電化などの工事を行うことで輸送力の増強・高速化を図り、名古屋駅 - 空港間を約25 - 30分で結ぶ計画であった。
中部経済連合会（中経連）の交通委員会（委員長：当時JR東海社長の須田寬）は1993年3月26日に、21世紀の交通網のあるべき姿として「中部地方の交通機関相互の連携について」という提言を発表したが、その際に明らかにした新空港への鉄道・道路の交通アクセス整備構想によれば、武豊線ルートは常滑線ルートに次いで2番目に実現が容易とされた。
武豊線は東海道線名古屋駅に直通運転していることから、中央線・関西線ともスムーズに接続でき、名古屋駅に発着する在来線特急を空港まで直通運転することもできることが利点として挙げられた。また、三河方面（岡崎・豊橋方面など）からは大府駅での乗り換えなどにより、名古屋市内まで迂回することなく新空港にアクセスできるため、三河方面からのアクセス線としても活用可能とされた。このほか、名古屋方面 - 空港の連絡（第一段階）のみならず、リニア中央新幹線の開業によって東海道新幹線の線路容量に余裕で生まれた暁には、第二段階として、新線（新空港 - 乙川間）および既設線（乙川以北）を三線軌条化し、ミニ新幹線を導入することで、東海道新幹線名古屋駅 - 新空港間を直通列車により約20分で連絡することも可能と試算され、2005年日本国際博覧会（愛知万博）が実現した場合には新空港 - 会場間のアクセスルートとして、三重新幹線構想とともにミニ新幹線で乙川駅 - 東海道新幹線三河安城駅 - 愛知環状鉄道線を接続する鉄道新線を建設する構想も浮上していた。
その一方で、空港に最も近接する常滑線を活用するルート（新線部分が最短）に比べ、武豊線ルートは新線区間が約11 kmと長く、建設費の確保や、半田市・常滑市などの市街地での導入空間の確保などの用地取得が課題とされた。また、構想が浮上した1990年代当時は全線が単線非電化であったため、大府 - 乙川間の既設線区間を複線化・電化する必要があり、既設線の輸送力増強および高速化（電化・複線化・行き違い設備の増設）を含め、概算建設費（海上部を除く）は1,000 - 1,300億円と試算された。空港アクセスルートから外れる武豊町からは、空港アクセス路線開業後は分岐点となる乙川駅以南の区間が衰退することを懸念する声も出ていた。
愛知県は1995年2月15日、鉄道アクセスで検討された8ルート（上から順に実現容易とされた）の距離・所要時間・建設費を算定し、空港関連地域整備と交通アクセスの調査結果をまとめた。その際、「2005年の開港時点では名鉄常滑線を活用し、長期的にはJR名古屋駅や豊田市、岡崎市からの鉄道アクセス新設を目指す」構想を示した。
1. 名鉄常滑線を改良し新空港に延伸する[31]
2. JR武豊線を乙川駅から分岐させ空港方面に延伸する[31]
3. 西名古屋港線を金城ふ頭経由で海底トンネルもしくは海上橋で延伸する[注 9][31]
4. 名古屋臨海鉄道東港線・南港線を延伸する[31]
5. HSSTなどの新線[31]
6. 愛知環状鉄道線の新豊田駅を起点に三河上郷駅付近で分岐し、JR三河安城駅を経由して武豊線に接続し、2.のルートと接続する[31] - 三河上郷 - 三河安城間は明治用水の上部区間を活用し、新安城駅（名鉄名古屋本線）を経由、三河安城から明治用水沿いに刈谷市南部・高浜市北部を経て名鉄三河線と接続し、乙川駅で武豊線に乗り入れる。そして住吉町駅で名鉄河和線と接続し、知多横断道路沿いの山林部分と常滑駅を経由して空港島に至る全36 km（うち19.1 kmは高架橋、半田市街地通過区間3.6 kmはトンネル）のルートで、概算事業費は3,400 - 4,400億円、2015年の輸送人員は16.2万人/年を想定していた。このルートが実現した場合、三河安城駅で東海道新幹線と接続することで新空港から豊橋・浜松に1時間以内、熱海・横浜に2時間以内でそれぞれアクセスできるようになると試算されていた[34]。
7. 愛知環状鉄道線を岡崎駅より延伸し、西三河南部を経由して武豊線に接続し、2.のルートと接続する[31]
8. 愛知環状鉄道線新豊田駅を起点に、新上挙母駅付近で名鉄三河線に入り、知立駅・刈谷駅経由で武豊線に接続し、2.のルートと接続する[31]

以上8ルートは「開港までに整備するもの」と「開港後、空港利用差の増加などに合わせて整備するもの」など段階的な整備が必要とされた。武豊線ルート・西名古屋港線ルートの2案はいずれもJR東海が運営主体となることが想定されていたが、JR東海は採算性から「（武豊線の延伸については）地元自治体（愛知県・半田市・常滑市など）が線路を建設してくれれば、その運用は担当するが、当社単独事業での乗り入れは難しい」と難色を示していた。
結局、2005年2月17日の開港までには常滑線の延伸のみが名鉄空港線（常滑駅 - 中部国際空港駅）として実現した一方、武豊線の空港延伸は実現せず、中部国際空港の滑走路増設がほぼ決定した2024年現在も具体的な動きはない。

### 年表
- 1886年（明治19年）3月1日：武豊駅 - 熱田駅間が開業[3][5][10][35]。開業当初の通称は半田線。現在の武豊線にあたる区間に緒川駅（初代）・亀崎駅・半田駅・武豊駅が開業[10]。
- 1887年（明治20年）9月10日：緒川駅（初代）廃止[10][36]。大府駅開業[10][36]。
- 1888年（明治21年）9月1日：東海道線浜松駅 - 大府駅間が開業し[35]、大府駅 - 武豊駅間（12M53C18L≒20.38 km）は東海道線の支線となる。
- 1889年（明治22年）7月6日：営業距離の単位をマイル・チェーンのみに簡略化（12M53C18L→12M54C）。
- 1891年（明治23年）
  - 10月28日：濃尾地震が発生し不通となる。
  - 12月21日：復旧作業が進み、全線で定時運行を再開[37]。
- 1892年（明治25年）6月1日：武豊駅が現在地に移転[10]、53C（≒1.07 km）短縮。
- 1895年（明治28年）4月1日：線路名称制定により東海道線の一部となる。
- 1896年（明治29年）4月：東海道線の旅客急増のため大府-武豊間全列車を客車代用貨車で運行（終了時期不明）[38][39]
- 1900年（明治33年）3月1日：緒川駅（2代目）開業[10]。
- 1902年（明治35年）11月12日：営業距離の単位をマイルのみに簡略化（12M1C→12.0M）。
- 1909年（明治42年）10月12日：国有鉄道線路名称制定。大府駅 - 武豊駅間を武豊線とする[12]。
- 1915年（大正4年）2月15日：武豊駅構内扱いで武豊港まで路線を延伸[5]。
- 1916年（大正5年）4月1日：武豊駅 - 武豊港間廃止[5]。
- 1930年（昭和5年）4月1日：営業距離の単位をマイルからメートルに変更[40]（大府駅 - 武豊駅間 12M→19.3 km）。貨物支線 武豊駅 - 武豊港駅間 (1.0 km) が正式に開業[5][10][41]。旧武豊駅の場所付近に武豊港駅開業[10]。
- 1933年（昭和8年）
  - 7月1日：気動車運転開始[42][43]。
  - 12月7日：尾張森岡駅・尾張生路駅・乙川駅・東成岩駅開業[10][44]。
- 1934年（昭和9年）8月22日：藤江駅開業[10][45]。
- 1942年（昭和17年）3月31日：東成岩駅休止。
- 1944年（昭和19年）：気動車運転廃止。
  - 11月11日：東成岩駅再開。尾張森岡駅休止[10][46]。尾張生路駅と藤江駅を統合し東浦駅開業[10][47]。
- 1955年（昭和30年）10月14日：一部の旅客列車で気動車運転開始[48]。
- 1957年（昭和32年）4月15日：尾張森岡駅再開[10]。石浜駅開業[10]。
- 1958年（昭和33年）9月20日：全旅客列車を気動車化[49]。
- 1965年（昭和40年）8月20日：貨物支線 武豊駅 - 武豊港駅間 (1.0 km) が廃止[5][10]。武豊港駅廃止[5][10]。
- 1970年（昭和45年）6月30日：この日限りで蒸気機関車 (SL) の運転を終える[5]。最終列車を牽引したC11 265は、乙川駅に隣接する半田市民ホールに静態保存された（2006年に半田市鉄道資料館に移転）。
- 1984年（昭和59年）
  - 1月10日：東成岩駅 - 武豊駅間の貨物営業廃止[50][51]。
  - 2月1日：荷物輸送廃止。
- 1987年（昭和62年）4月1日：国鉄分割民営化により東海旅客鉄道が承継。日本貨物鉄道が大府駅 - 東成岩駅間の第二種鉄道事業者となる。
- 1990年（平成2年）3月10日：東海道本線名古屋駅との直通列車を普通列車から快速列車（武豊線内各駅停車、東海道本線内金山駅のみに停車）に変更[52]。
- 1992年（平成4年）10月12日：ワンマン運転開始[53][54]。
- 1999年（平成11年）
  - 5月10日：キハ75形運用開始[55]。
  - 12月4日：武豊線内に通過駅のある快速列車新設（名古屋駅直通[注 11]）。従来の快速列車を区間快速列車（武豊線内各駅停車、東海道本線内共和駅・金山駅に停車）に変更し増発[56]。
- 2001年（平成13年）2月11日：列車集中制御装置 (CTC) 導入[57]。
- 2006年（平成18年）11月25日：全駅にTOICA導入。
- 2011年（平成23年）3月1日：キハ25形運用開始[58]。
- 2013年（平成25年）10月1日：線内6駅に「集中旅客サービスシステム」導入、同時に無人化。大府駅および半田駅以外の駅はすべて無人駅となる[17][19]。
- 2015年（平成27年）
  - 3月1日：全線電化。気動車運用終了。313系運用開始[2][59]。
  - 3月14日：平日夕ラッシュ時に列車増発。平日の快速廃止（土休日1本のみの運転に）。東海道本線との直通を大垣駅まで拡大[60]。311系運用開始。
- 2018年（平成30年）
  - 3月：駅ナンバリング及びラインカラーを導入。当路線の路線コードは「CE」、ラインカラーはブラウン[61]。
  - 3月17日：ダイヤ改正により快速が区間快速に置き換えにより廃止[62]。武豊線は全列車が線内は各駅停車となる。
- 2024年（令和6年）3月15日：315系運用開始[63]。
- 2030年（令和12年）度：半田駅付近の高架工事が完了する予定[64][注 12]。

## 運行形態

### 旅客列車

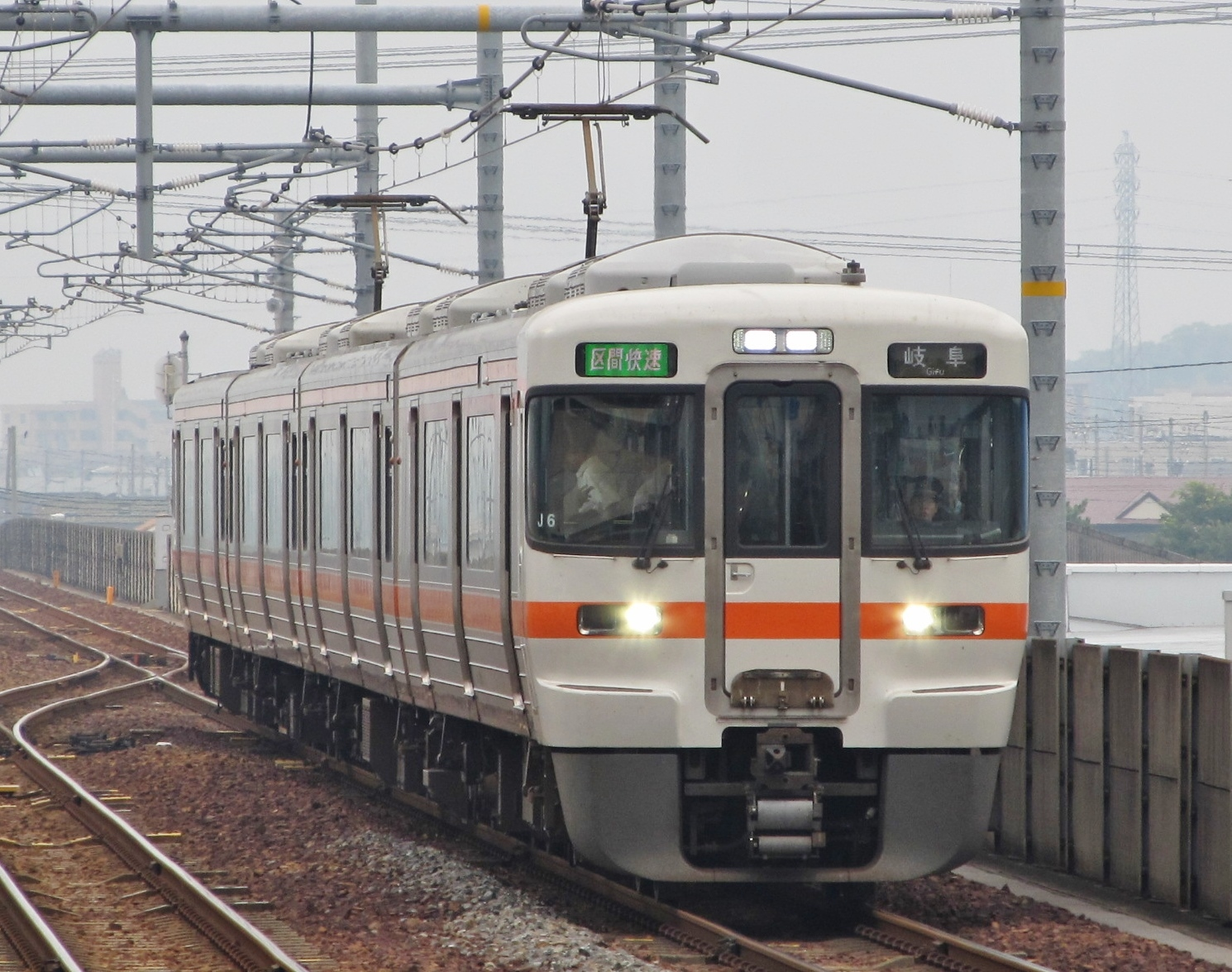
早朝の岐阜行き区間快速

武豊線は大府駅が起点であるが、歴史的経緯により終点の武豊発が下り、武豊行きが上りとして扱われている。ただし、JR東海の公式サイトの各駅時刻表のリンクでは、武豊発の方が「上り」と記載されている。
2018年3月改正時点のダイヤでは日中時間帯は大府駅 - 武豊駅間のみの線内折り返し運行で、1時間に2本（約30分間隔だが、土休日午前中に40 - 50分間隔となる時間帯もある）運行されている。朝と夕方以降には東海道線 名古屋駅直通列車が設定されており、15 - 30分間隔で運行されている。名古屋駅直通列車の大半が区間快速（武豊線内は各駅停車。列車によっては武豊線内はワンマン運転となり、列車番号の末尾も「F」から「G」となる）で運行されているが、東海道線内も各駅に停車する普通列車も毎日夜間の名古屋・岐阜方面行きと平日朝の武豊行きが2本ずつ設定されている。全線通しの所要時間は各駅停車で30 - 40分程度。
日中や始発・最終列車など列車番号の末尾が「G」の列車は線内折り返しでワンマン運転を実施している。国鉄時代から分割民営化当初は水曜日と木曜日に運休する列車があったが、現在は解消されている。
武豊線を走る313系電車は、ワンマン運転の場合2両編成、区間快速でも4両編成である。また、315系電車による運用もあるが、ワンマンではない4両編成で運用する。なお東海道線直通列車は非電化時代には2両編成での運転もあったが、電化後は全て4両編成となっている。3両編成での運転は定期列車ではキハ75形が運用されていた1999年以降は気動車・電車とも存在しない。
区間快速は、1990年3月10日のダイヤ改正時に名古屋駅 - 大府駅間は金山駅のみに停車する快速として設定された。これは元々気動車列車ゆえに加減速性能が電車に比べて悪かったため、東海道線内の電車の運行の妨げにならないように停車駅を減らして加減速回数を少なくするための措置であったが、使用車両に比較的高性能なタイプ（キハ75形）が投入された1999年12月4日の改正で東海道線に大府駅通過の特別快速が設定された代替として、金山駅・大府駅に加えて共和駅にも停車する区間快速となった。
電化後の2015年3月14日ダイヤ改正で、朝・深夜には名古屋駅を越えて岐阜方面への直通列車が設定された（平日は大垣発1本、岐阜行き3本。土休日は岐阜行き2本）。土曜日・休日には朝に1本のみ、武豊線内を通過運転をする名古屋行きの快速があったが（武豊線内・武豊駅 - 大府駅間の途中停車駅は、東成岩駅・半田駅・亀崎駅・東浦駅）、2018年3月17日のダイヤ改正で区間快速に変更され、武豊線内で通過運転を行う列車はなくなった。
運転士・車掌ともに名古屋運輸区・大垣運輸区の担当である。
武豊駅は無人駅ではあるが、車両の夜間滞泊が行われている。

### 貨物列車
衣浦臨海鉄道半田線が接続する東成岩駅と大府駅を結ぶ高速貨物列車2往復、大府駅から碧南線が接続する東浦駅へ向かう専用貨物列車1本、東浦駅から大府駅へ向かう専用貨物列車2本、合計5本の貨物列車が運行されている。武豊線内に貨物を取り扱う駅は存在しない。
列車は日本貨物鉄道（JR貨物）の第二種鉄道事業区間を走行するが、同社の機関車や運転士ではなく衣浦臨海鉄道のKE65形ディーゼル機関車が列車を牽引し、同社の運転士が武豊線内も乗務する。直通先の衣浦臨海鉄道が非電化のため、電気機関車は乗り入れない。東成岩駅構内にある機回し線もディーゼル機関車しか使わないため非電化のままである。大府駅付近は前述のとおり非電化の地上線を経由しており、この地上線は実質衣浦臨海鉄道専用の線路となっている。
牽引される貨車は、高速貨物列車がコキ104形および106形など、専用貨物列車がホキ1000形である。このほかにも、半田線の半田埠頭駅へ送られる廃車予定の貨車が連結されることがある。
半田線・碧南線共にタブレット閉塞を導入しており、境界駅の東成岩駅と東浦駅では衣浦臨海鉄道の係員がホームに立ち、通過中の貨物列車と通票の受け渡しを行っている。東成岩駅ではスイッチバック（折り返し）を行う関係で、上り下り共に駅南側にある機回し線に進入する列車に対して受け渡しを行う。

## 使用車両
現在は電化路線であるため、旅客列車については電車を使用している。貨物列車については線内で完結せずにそのまま衣浦臨海鉄道に直通することと、非電化区間を経由するためディーゼル機関車を使用している（前節参照）。
- 315系 - 4両編成。神領車両区所属の3000番台が使用される[63]。2026年3月より本形式を用いたワンマン運転が開始される予定。
- 313系 - 2両または4両編成。神領車両区所属の1300番台が使用される。2両編成の列車はワンマン運転となっている。かつては大垣車両区所属の車両（0番台・1000番台・1100番台・300番台・3000番台・5300番台）も4両編成で使用されていた。6両編成の5000番台や3両編成の1500番台・1600番台・1700番台については武豊線では使用されたことがない。元セントラルライナー車であった8000番台（3両編成）に関しては2018年と2019年に臨時列車として入線したことがあった[68][69][70]。

### 過去の車両

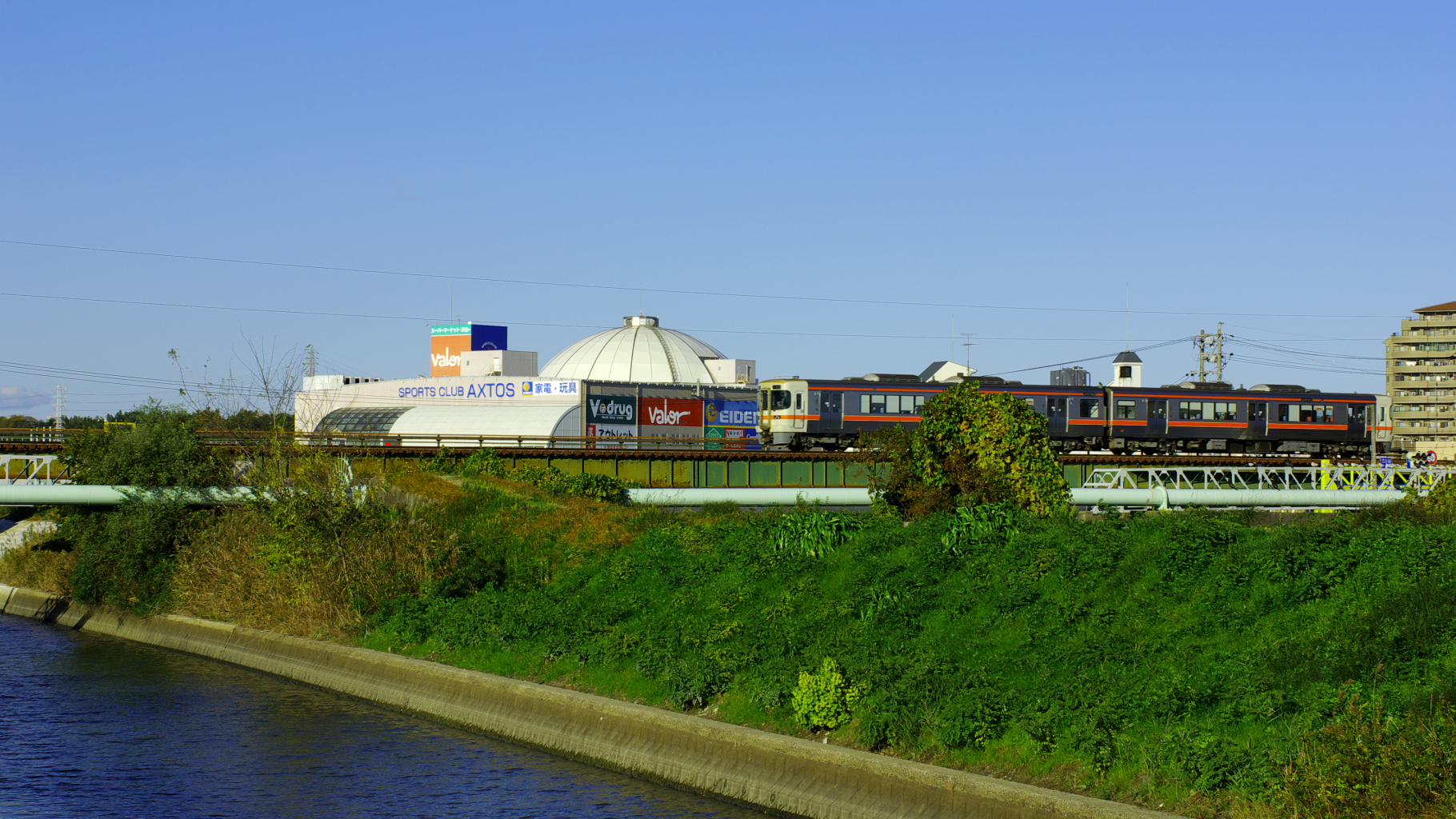
かつて武豊線を走っていたキハ25形気動車。阿久比川鉄橋付近。2011年。

1958年の全旅客列車気動車化以降のもの。
気動車
気動車は名古屋車両区所属の車両を使用していた。戦前にはキハ43000形が使用されたことがある。
- キハ17形
- キハ55・26形
- キハ35・30形 - 国鉄時代後半に使用。主に3両編成で一部は4両編成。1986年にキハ58系に交代。
- キハ58・28形、キハ65形 - 国鉄末期からJR初期にかけて、キハ35系の老朽化と冷房化促進のため同系を置き換えて使用された。2両または4両編成が基本であったが、6両編成や急行「のりくら」の間合い運用でグリーン車連結の9両編成もあった。1991年より順次キハ40系に交代した。
- キハ40・47・48形 - 1991年よりキハ58系を置き換え、1999年まで使用された。2両または4両編成。一部列車はワンマン運転。
- キハ75形 - キハ40・47・48形を置き換え、2015年まで使用された。2両または4両編成。一部列車はワンマン運転。電化後は2018年11月17日に1度だけ、臨時列車「愛知DC知多鉄道酢トーリー」として定期列車では見られなかった3両編成（美濃太田車両区所属）で入線している。
- キハ25形 - 2011年よりキハ75形の一部を置き換え、2015年まで使用された。2両または4両編成。一部列車はワンマン運転。

電車
- 211系 - 基本的に当線での運用はなかったが、2017年以降、半田市内で行われるはんだ山車まつりや亀崎潮干祭の際に神領車両区の5000番台4両編成が運用されることがあった。3両編成は武豊線では運用されたことがない。
- 311系 - 4両編成。大垣車両区所属。2024年3月15日で運用を終了した。

## 駅一覧
- 停車駅
  - 普通・区間快速…すべての駅に停車
- 線路（全線単線） … ◇・∨：列車交換可、｜：交換不可
- *：有人駅、その他は無人駅
- 全駅愛知県内に所在
- 駅番号は2018年3月より導入[61]。

| 駅番号 | 駅名       | 営業キロ | 営業キロ | 接続路線                          | 線路 | 所在地        | 所在地 |
| 駅番号 | 駅名       | 駅間     | 累計     | 接続路線                          | 線路 | 所在地        | 所在地 |
| ------ | ---------- | -------- | -------- | --------------------------------- | ---- | ------------- | ------ |
| CE00   | 大府駅*    | -        | 0.0      | 東海旅客鉄道：CA 東海道本線(CA60) | ∨    | 大府市        |        |
| CE01   | 尾張森岡駅 | 1.7      | 1.7      |                                   | ｜   | 知多郡 東浦町 |        |
| CE02   | 緒川駅     | 1.4      | 3.1      |                                   | ◇    | 知多郡 東浦町 |        |
| CE03   | 石浜駅     | 1.5      | 4.6      |                                   | ◇    | 知多郡 東浦町 |        |
| CE04   | 東浦駅     | 2.2      | 6.8      | 衣浦臨海鉄道：碧南線（貨物線）    | ◇    | 知多郡 東浦町 |        |
| CE05   | 亀崎駅     | 3.4      | 10.2     |                                   | ◇    | 半田市        |        |
| CE06   | 乙川駅     | 2.6      | 12.8     |                                   | ◇    | 半田市        |        |
| CE07   | 半田駅*    | 1.8      | 14.6     |                                   | ◇    | 半田市        |        |
| CE08   | 東成岩駅   | 1.7      | 16.3     | 衣浦臨海鉄道：半田線（貨物線）    | ◇    | 半田市        |        |
| CE09   | 武豊駅     | 3.0      | 19.3     |                                   | ｜   | 知多郡 武豊町 |        |

線内の直営駅は大府駅のみで、武豊線のすべての駅を管理している。半田駅はJR東海交通事業による業務委託駅である。

### 廃止区間
1965年廃止。( ) 内は武豊駅からの営業キロ。
武豊駅 (0.0 km)  - 武豊港駅 (1.0 km)

### 廃駅
廃止区間の駅は前節参照。( ) 内は大府駅からの営業キロ。
- 尾張生路駅：石浜駅 - 東浦駅間 (6.0 km)
- 藤江駅：東浦駅 - 亀崎駅間 (7.2 km)